# Memoriał Mario Albisettiego w Chodzie Sportowym 2014
Memoriał Mario Albisettiego w Chodzie Sportowym 2014 – zawody lekkoatletyczne w chodzie sportowym, które odbyły się 16 marca w szwajcarskim Lugano. Zawody zaliczane były do cyklu IAAF Race Walking Challenge.

## Rezultaty

### Mężczyźni
| Konkurencja:                       | 1. miejsce           | Wynik   | 2. miejsce         | Wynik     | 3. miejsce       | Wynik   |
| Chód na 20 km                      | Rusłan Dmytrenko     | 1:20:08 | Cai Zelin          | 1:20:31   | Matej Tóth       | 1:20:42 |
| Chód na 10 km (juniorów)           | Zaharías Tsamoudákis | 42:35   | Muratcan Karapınar | 42:40 NJR | Jonathan Hilbert | 42:42   |
| Chód na 10 km (juniorów młodszych) | He Xianghong         | 43:51   | Pietro Zabbeni     | 44:55     | Zhao Jianguo     | 45:41   |

### Kobiety
| Konkurencja:                       | 1. miejsce         | Wynik   | 2. miejsce        | Wynik   | 3. miejsce       | Wynik      |
| Chód na 20 km                      | Liu Hong           | 1:27:25 | Eleonora Giorgi   | 1:27:29 | Anežka Drahotová | 1:28:13 NR |
| Chód na 10 km (juniorek)           | Nicole Colombi     | 49:28   | Eleonora Dominici | 49:51   | Maxi Woelke      | 51:21      |
| Chód na 10 km (juniorek młodszych) | Henrika Parviainen | 48:58   | Xiao Xianghua     | 49:27   | Emma Achurch     | 49:31      |